# 함마뢰시

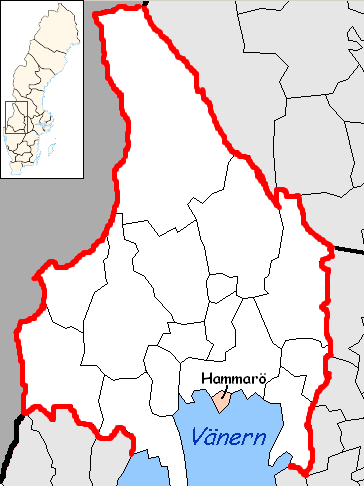
함마뢰 시의 위치

함마뢰시(스웨덴어: Hammarö kommun)는 스웨덴 베름란드주에 위치한 지방 자치체로 행정 중심지는 스콕할이며 면적은 464.16km2, 인구는 15,725명(2016년 12월 31일 기준), 인구 밀도는 34명/km2이다.

시 문장